# Yeri (ca sĩ)
Đây là một tên người Triều Tiên, họ là Kim.
Kim Ye-rim (Hangul: 김예림, Hanja: 金藝琳, Hán-Việt: Kim Nghệ Lâm, sinh ngày 5 tháng 3 năm 1999), thường được biết đến với nghệ danh Yeri, là một ca sĩ và diễn viên người Hàn Quốc. Cô là thành viên nhỏ tuổi nhất của nhóm nhạc nữ Hàn Quốc Red Velvet do công ty SM Entertainment thành lập và quản lý.

## Tiểu sử
Yeri sinh ngày 5 tháng 3 năm 1999 tại Seoul, Hàn Quốc. Cô là chị cả trong gia đình có bốn chị em gồm: cô (Kim Ye-rim), Kim Yu-rim, Kim Ye-eun và Kim Chae-eun. Năm 2011, Yeri tham gia buổi thử giọng "SMTown Weekly Audition" tại Hàn Quốc và trở thành thực tập sinh ngay sau đó. Cô từng theo học tại trường Nghệ thuật Hanlim. Và tốt nghiệp vào ngày 8 tháng 2 năm 2018.

## Sự nghiệp

### Trước khi ra mắt và SM Rookies

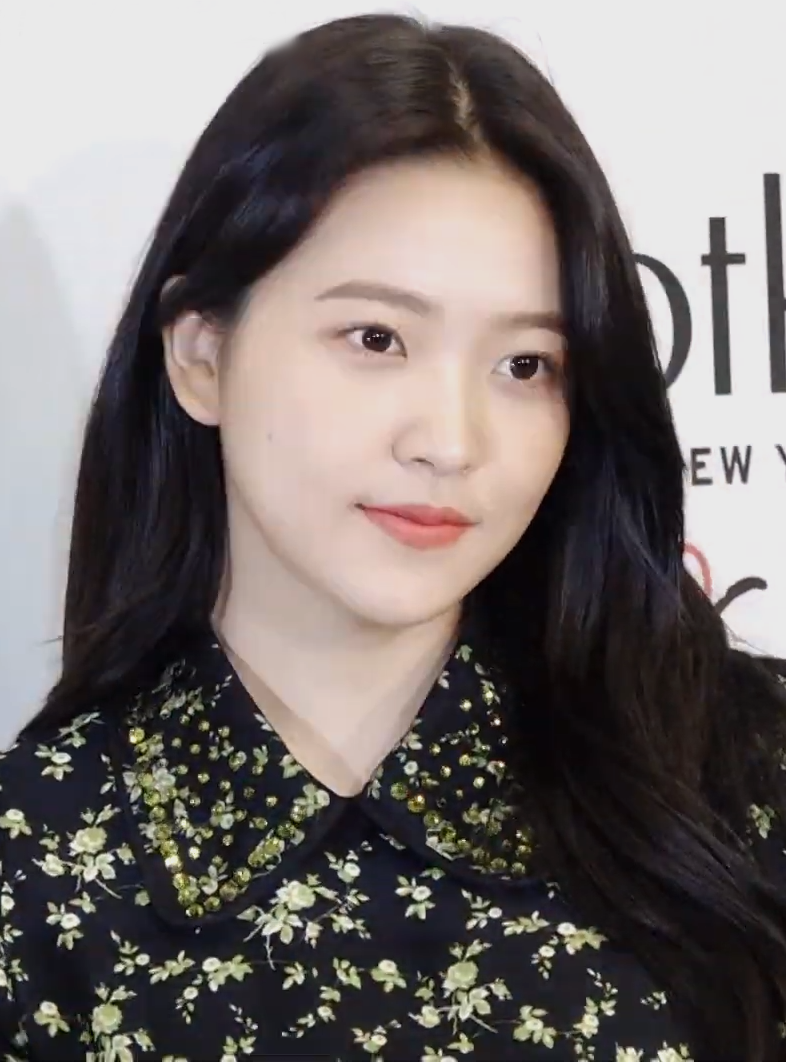
Yeri tại lễ khai trương Botkier Pop-Up Store vào ngày 11 tháng 4 năm 2019

Yeri gia nhập SM Entertainment sau khi thử giọng tại SM Weekly Audition vào năm 2011.  Năm 2014, cô biểu diễn với tư cách là một trong những thành viên sắp tới của nhóm đào tạo trước khi ra mắt của SM Entertainment SM Rookies trong SM Town Live World Tour IV .  Cô xuất hiện chớp nhoáng trong phần giới thiệu bài hát đầu tay của Red Velvet , "Happiness", trước khi ra mắt với tư cách thành viên vào năm 2015.

### 2015–nay: Red Velvet và hoạt động cá nhân
Yeri được giới thiệu là thành viên mới của Red Velvet vào ngày 10 tháng 3 năm 2015, trong thời gian quảng bá cho vở kịch mở rộng đầu tiên (EP) Ice Cream Cake của họ .  Từ ngày 9 tháng 5 đến ngày 14 tháng 11, Yeri dẫn chương trình âm nhạc Show ! Music Core cùng với Minho từ Shinee và N từ VIXX .
Vào tháng 7 năm 2016, Yeri đóng vai nữ chính trong video âm nhạc cho đĩa đơn "Way Back Home" của J-Min và Shim Eun-jee, được phát hành như một phần của dự án SM Station .  Năm 2016, Yeri trở thành MC cho chương trình truyền hình trực tuyến SM C&C The Viewable SM cùng với Leeteuk .
Vào tháng 12 năm 2017, ca sĩ Ragoon đã phát hành EP Talking với đĩa đơn chủ đề "Story" do Yeri đồng sáng tác.
Vào tháng 4 năm 2018, Yeri đã được xác nhận là một phần trong dàn diễn viên của chương trình tạp kỹ mới Secret Unnie của đài JTBC cùng với Han Chae-young .  Vào ngày 13 tháng 12, Yeri, cùng với Renjun, Jeno và Jaemin của NCT , đã tham gia SM Station mùa thứ ba .  Họ đã phát hành phiên bản nhạc phim tiếng Hàn chính thức của "Hair in the Air" từ bộ phim truyền hình Trolls: The Beat Goes On! .
Vào ngày 14 tháng 3 năm 2019, video âm nhạc cho dự án solo đầu tiên do Yeri tự sáng tác " Dear Diary " đã được phát hành như một phần của SM Station Season 3 .  Cùng tháng đó, Yeri được xác nhận là một phần của dàn diễn viên Law of the Jungle ở Thái Lan  Vào tháng 5, cô góp mặt trong bài hát "Tuesday is better than Monday" của rapper Hàn Quốc Giant Pink .
Vào ngày 8 tháng 6 năm 2020, tập đầu tiên của chương trình truyền hình thực tế Yeri's Room của Yeri được phát sóng trên kênh YouTube Dum Dum Studio.  Các tập mới được chiếu vào thứ Hai và thứ Tư hàng tuần, với các clip đặc biệt được tải lên vào thứ Sáu hàng tuần. Khách mời trong tập đầu tiên là thành viên Nayeon của Twice . Vào ngày 24 tháng 7, Yeri đã tham gia Dự án mùa hè mát mẻ NCSOFT Fever 2020 và phát hành bản làm lại "Woman On The Beach" của Cool với sự hợp tác của AB6IX Jeon Woong và Ravi .  Vào ngày 7 tháng 8, bài hát làm lại thứ ba trong dự án, "Sorrow", đã được phát hành.  Yeri xuất hiện trong video âm nhạc cùng với Ravi vàKim Wooseok .
Vào tháng 2 năm 2021, Yeri được chọn tham gia bộ phim truyền hình một tập Drama Stage của tvN trong tập "Mint Condition".  Vào ngày 7 tháng 4, Yeri được chọn vào vai nữ chính của web series Blue Birthday .  Vào tháng 5 năm 2023, Yeri được chọn vào vai nữ chính trong sê-ri web Wavve Bitch X Rich .

## Các dự án khác

### Xác nhận
Bên cạnh những quảng cáo với Red Velvet, vào tháng 1 năm 2020, Yeri đã phát hành bộ sưu tập son môi của riêng mình với thương hiệu trang điểm Notre Colette.  Vào tháng 7 năm 2020, AprilSkin Korea đã công bố Yeri là người mẫu thương hiệu độc quyền mới của họ,  lưu ý rằng họ đã chọn Yeri vì "hình ảnh gợi cảm và hợp thời trang" của cô ấy rất phù hợp với khái niệm thương hiệu của họ.

### Từ thiện
Vào tháng 2 năm 2020, Yeri đã quyên góp 10 triệu won cho Community Chest of Korea để hỗ trợ những người bị ảnh hưởng bởi đại dịch COVID-19 ở Hàn Quốc .  Vào ngày 5 tháng 3 năm 2021, Yeri đã quyên góp 10 triệu won cho Baby Box của Cộng đồng Jusarang để giúp đỡ các gia đình làm mẹ đơn thân và trẻ sơ sinh "hộp em bé".

## Danh sách đĩa nhạc

### Đĩa đơn
| Năm           | Tên                                                                   | Doanh Thu | Album                                  |
| Solo          | Solo                                                                  | Solo      | Solo                                   |
| ------------- | --------------------------------------------------------------------- | --------- | -------------------------------------- |
| 2019          | "Dear Diary" (스물에게)                                               |           | SM Station Season 3                    |
| Hợp tác ngoài |                                                                       |           |                                        |
| 2019          | "Tuesday Over Monday" (Giant Pink featuring Yeri)                     |           | Đĩa đơn ngoài album                    |
| 2019          | "Your Warmth" (너의 온기가 되어줄게) (Babylon featuring Yeri)         |           | Đĩa đơn ngoài album                    |
| Cộng tác      |                                                                       |           |                                        |
| 2018          | "Hair in the Air" (với Renjun của NCT , Lee Je-no và Na Jae-min )     |           | SM Station Season 3                    |
| 2020          | "Woman on the Beach" (해변의 여인) (with Ravi and AB6IX's Jeon Woong) |           | Fever Music 2020 - Cool Summer Project |
| 2020          | "Sorrow" (애상) (with Ravi and Kim Wooseok)                           |           | Fever Music 2020 - Cool Summer Project |
| 2021          | "Snow Dream 2021" (with Chenle, Haechan, Jisung, Ningning)            |           | 2021 Winter SM Town: SMCU Express      |
| 2022          | "Nap Fairy" (낮잠) (with Sam Kim)                                     |           | SM Station Season 4                    |
| Nhạc phim     |                                                                       |           |                                        |
| 2021          | "It's You (Yeri ver.)"                                                |           | Blue Birthday OST Part 4               |

## Điện ảnh

### Phim
| Năm  | Phim              | Vai        | Ghi chú                  |
| ---- | ----------------- | ---------- | ------------------------ |
| 2015 | SMTown the Stage  | Chính mình | Phim tài liệu về SM Town |
| 2020 | Trolls World Tour | Kim-Petit  | Phim hoạt hình           |
| 2022 | Blue Birthday     | Oh Ha-rin  | Phim truyền hình         |

### Phim truyền hình
| Năm       | Tên                                     | Vai trò      | Ghi chú        |
| --------- | --------------------------------------- | ------------ | -------------- |
| 2016      | Descendants of the Sun                  | Chính mình   | Cameo (Tập 16) |
| 2021      | Drama Stage – Mint Condition            | Hong Chae-ri | Màn kịch       |
| 2023      | Applause                                | Eun-seo      |                |
| 2023-2025 | Cheongdam International High School 1-2 | Baek Jenna   | Vai chính      |

### Chương trình truyền hình
| Năm  | Chương trình                  | Kênh | Vai trò          | Ghi chú            |
| ---- | ----------------------------- | ---- | ---------------- | ------------------ |
| 2015 | Show! Music Core              | MBC  | Dẫn chương trình | Với Minho và N     |
| 2018 | Secret Unnie                  |      |                  | Với Han Chae Young |
| 2019 | Law of the Jungle in Thailand |      |                  | Tập 368–372        |

### Chương trình web
| Năm  | Tên             | Vai trò          | Ghi chú                                       |
| ---- | --------------- | ---------------- | --------------------------------------------- |
| 2016 | The Viewable SM | Dẫn chương trình | web đa dạng                                   |
| 2020 | Yeri's Room     | Dẫn chương trình | Web tạp kỹ, talk show Kênh của Dum Dum Studio |